# Reichsmünzordnung
La Reichsmünzordnung (en alemán: [ˈʁaɪçsˌmʏntsˌʔɔʁdnʊŋ] , " ordenanza de acuñación imperial ") fue un intento de unificar las numerosas monedas dispares en uso en los diversos estados del Sacro Imperio Romano Germánico en el siglo XVI.
La ordenanza se emitió en varios pasos en la Dieta en Augsburg durante las décadas de 1530 a 1560, pero nunca fue adoptada por completo por todos los príncipes dentro del imperio.
Carlos V emitió una primera Reichsmünzordnung en 1524 en Esslingen, declarando la Marca de Colonia como el estándar general para pesos de monedas. Pero debido a las protestas de los principados más grandes del imperio, la ordenanza nunca se implementó.
En 1551, el Kreuzer se introdujo como estándar para las pequeñas monedas de plata, siendo 72 Kreuzer equivalente a un Gulden o un Guldengroschen de plata. El Tálero plateado se fijó en 68 Kreuzer. Se introdujo un Reichsgoldgulden oficial, pero solo se acuñó durante unos años. La definición de una moneda de oro y una de plata (Gulden vs. oficial 72 Kreuzer). Esto llevó a la abolición del enlace estándar oficial de monedas de oro y plata en 1559 bajo Fernando I. El Gulden ahora se fijó en 75 Kreuzer, el Ducado se introdujo como una moneda de oro adicional, y el Guldengroschen, ahora valorado en 60 Kreuzer, gradualmente dejó de utilizarse en favor del Tálero.
En 1566, la Dieta se vio obligada a reconocer el nuevo statu quo e introdujo el Reichstaler (con 29,23 gramos de 88,9% de plata) como la moneda oficial del imperio. El Tálero se mantuvo en uso en todo el Sacro Imperio Romano Germánico hasta principios del siglo XVIII.